# A Year Without Rain
A Year Without Rain is het tweede album van de Amerikaanse band Selena Gomez & the Scene. Een standaardeditie en een luxe-editie werden op 21 september 2010 uitgegeven. De eerste single van het album, "Round & Round", werd uitgebracht op 22 juni 2010 en werd zeven dagen later ook op de radio gedraaid. Het album werd op 4 oktober 2010 in het Verenigd Koninkrijk uitgebracht.
Naast de standaardversie is er ook een deluxeversie van het album. Dit album heeft meer liedjes en een dvd met clips van de singles.

## Nummers
| Nr. | Titel                          | Schrijver(s)                                                            | Producent                 | Duur |
| --- | ------------------------------ | ----------------------------------------------------------------------- | ------------------------- | ---- |
| 1.  | Round & Round                  | Kevin Rudolf, Andrew Bolooki, Fefe Dobson, Jeff Halavacs, Jacob Kasher  | Rudolf, Bolooki, Halatrax | 3:08 |
| 2.  | A Year Without Rain            | Lindy Robbins, Toby Gad                                                 | Robbins, Gad              | 3:55 |
| 3.  | Rock God                       | Priese Prince LaMont Board, Victoria Jane Horn, Katy Perry              | Printz Board              | 3:07 |
| 4.  | Off the Chain                  | Tim James, Antonina Armato, Devrim Karaoglu                             | Rock Mafia                |      |
| 5.  | Summer's Not Hot               | Selena Gomez, Ethan Roberts, Joey Clement, Greg Garman                  |                           |      |
| 6.  | Intuition (met Eric Bellinger) | Dr. Luke Selena Gomez                                                   | Dr. Luke                  | 3:34 |
| 7.  | Spotlight                      |                                                                         |                           |      |
| 8.  | Ghost of You                   |                                                                         |                           |      |
| 9.  | Sick of You                    |                                                                         |                           |      |
| 10. | Live Like There's No Tomorrow  | Meghan Shahnaz Kabir, Andrew Fromm, Nicky Chinn, Matthew Ryan Bronleewe | Superspy                  | 4:07 |

| Nr. | Titel                                                        | Schrijver(s)                                                           | Duur |
| --- | ------------------------------------------------------------ | ---------------------------------------------------------------------- | ---- |
| 11. | Round & Round (Dave Aude Radio Remix)                        | Kevin Rudolf, Andrew Bolooki, Fefe Dobson, Jeff Halavacs, Jacob Kasher | 4:50 |
| 12. | A Year Without Rain (EK's Future Classic Remix - Radio Edit) |                                                                        | 3:58 |
| 13. | A Year Without Rain (Spanish-language version)               |                                                                        | 3:55 |

| Nr. | Titel                                               | Duur |
| --- | --------------------------------------------------- | ---- |
| 1.  | Girl Meets World - extended edition                 |      |
| 2.  | Girl on Film - behind the scenes at the photo shoot |      |
| 3.  | A Year Without Rain Video Shoot - behind the scenes |      |
| 4.  | Round & Round - music video                         |      |
| 5.  | Naturally - music video                             |      |

## Hitnoteringen

### NederlandseAlbum Top 100
| Hitnotering: 25-09-2010 t/m 02-10-2010 | Hitnotering: 25-09-2010 t/m 02-10-2010 | Hitnotering: 25-09-2010 t/m 02-10-2010 | Hitnotering: 25-09-2010 t/m 02-10-2010 |
| Week:                                  | 1                                      | 2                                      |                                        |
| -------------------------------------- | -------------------------------------- | -------------------------------------- | -------------------------------------- |
| Positie:                               | 51                                     | 91                                     | uit                                    |

### VlaamseUltratop 100Albums
| Hitnotering: (Week 1 t/m 23) 25-09-2010 t/m 26-02-2011 Hitnotering: (Week 24) 19-03-2011 Hitnotering: (Week 25 t/m 30) 02-04-2011 t/m 07-05-2011 Hitnotering: (Week 31) 04-06-2011 | Hitnotering: (Week 1 t/m 23) 25-09-2010 t/m 26-02-2011 Hitnotering: (Week 24) 19-03-2011 Hitnotering: (Week 25 t/m 30) 02-04-2011 t/m 07-05-2011 Hitnotering: (Week 31) 04-06-2011 | Hitnotering: (Week 1 t/m 23) 25-09-2010 t/m 26-02-2011 Hitnotering: (Week 24) 19-03-2011 Hitnotering: (Week 25 t/m 30) 02-04-2011 t/m 07-05-2011 Hitnotering: (Week 31) 04-06-2011 | Hitnotering: (Week 1 t/m 23) 25-09-2010 t/m 26-02-2011 Hitnotering: (Week 24) 19-03-2011 Hitnotering: (Week 25 t/m 30) 02-04-2011 t/m 07-05-2011 Hitnotering: (Week 31) 04-06-2011 | Hitnotering: (Week 1 t/m 23) 25-09-2010 t/m 26-02-2011 Hitnotering: (Week 24) 19-03-2011 Hitnotering: (Week 25 t/m 30) 02-04-2011 t/m 07-05-2011 Hitnotering: (Week 31) 04-06-2011 | Hitnotering: (Week 1 t/m 23) 25-09-2010 t/m 26-02-2011 Hitnotering: (Week 24) 19-03-2011 Hitnotering: (Week 25 t/m 30) 02-04-2011 t/m 07-05-2011 Hitnotering: (Week 31) 04-06-2011 | Hitnotering: (Week 1 t/m 23) 25-09-2010 t/m 26-02-2011 Hitnotering: (Week 24) 19-03-2011 Hitnotering: (Week 25 t/m 30) 02-04-2011 t/m 07-05-2011 Hitnotering: (Week 31) 04-06-2011 | Hitnotering: (Week 1 t/m 23) 25-09-2010 t/m 26-02-2011 Hitnotering: (Week 24) 19-03-2011 Hitnotering: (Week 25 t/m 30) 02-04-2011 t/m 07-05-2011 Hitnotering: (Week 31) 04-06-2011 | Hitnotering: (Week 1 t/m 23) 25-09-2010 t/m 26-02-2011 Hitnotering: (Week 24) 19-03-2011 Hitnotering: (Week 25 t/m 30) 02-04-2011 t/m 07-05-2011 Hitnotering: (Week 31) 04-06-2011 | Hitnotering: (Week 1 t/m 23) 25-09-2010 t/m 26-02-2011 Hitnotering: (Week 24) 19-03-2011 Hitnotering: (Week 25 t/m 30) 02-04-2011 t/m 07-05-2011 Hitnotering: (Week 31) 04-06-2011 | Hitnotering: (Week 1 t/m 23) 25-09-2010 t/m 26-02-2011 Hitnotering: (Week 24) 19-03-2011 Hitnotering: (Week 25 t/m 30) 02-04-2011 t/m 07-05-2011 Hitnotering: (Week 31) 04-06-2011 | Hitnotering: (Week 1 t/m 23) 25-09-2010 t/m 26-02-2011 Hitnotering: (Week 24) 19-03-2011 Hitnotering: (Week 25 t/m 30) 02-04-2011 t/m 07-05-2011 Hitnotering: (Week 31) 04-06-2011 | Hitnotering: (Week 1 t/m 23) 25-09-2010 t/m 26-02-2011 Hitnotering: (Week 24) 19-03-2011 Hitnotering: (Week 25 t/m 30) 02-04-2011 t/m 07-05-2011 Hitnotering: (Week 31) 04-06-2011 | Hitnotering: (Week 1 t/m 23) 25-09-2010 t/m 26-02-2011 Hitnotering: (Week 24) 19-03-2011 Hitnotering: (Week 25 t/m 30) 02-04-2011 t/m 07-05-2011 Hitnotering: (Week 31) 04-06-2011 | Hitnotering: (Week 1 t/m 23) 25-09-2010 t/m 26-02-2011 Hitnotering: (Week 24) 19-03-2011 Hitnotering: (Week 25 t/m 30) 02-04-2011 t/m 07-05-2011 Hitnotering: (Week 31) 04-06-2011 | Hitnotering: (Week 1 t/m 23) 25-09-2010 t/m 26-02-2011 Hitnotering: (Week 24) 19-03-2011 Hitnotering: (Week 25 t/m 30) 02-04-2011 t/m 07-05-2011 Hitnotering: (Week 31) 04-06-2011 | Hitnotering: (Week 1 t/m 23) 25-09-2010 t/m 26-02-2011 Hitnotering: (Week 24) 19-03-2011 Hitnotering: (Week 25 t/m 30) 02-04-2011 t/m 07-05-2011 Hitnotering: (Week 31) 04-06-2011 | Hitnotering: (Week 1 t/m 23) 25-09-2010 t/m 26-02-2011 Hitnotering: (Week 24) 19-03-2011 Hitnotering: (Week 25 t/m 30) 02-04-2011 t/m 07-05-2011 Hitnotering: (Week 31) 04-06-2011 | Hitnotering: (Week 1 t/m 23) 25-09-2010 t/m 26-02-2011 Hitnotering: (Week 24) 19-03-2011 Hitnotering: (Week 25 t/m 30) 02-04-2011 t/m 07-05-2011 Hitnotering: (Week 31) 04-06-2011 |
| Week: | 1 | 2 | 3 | 4 | 5 | 6 | 7 | 8 | 9 | 10 | 11 | 12 | 13 | 14 | 15 | 16 | 17 | 18 |
| --- | --- | --- | --- | --- | --- | --- | --- | --- | --- | --- | --- | --- | --- | --- | --- | --- | --- | --- |
| Positie: | 35 | 11 | 12 | 20 | 22 | 34 | 39 | 30 | 46 | 59 | 59 | 47 | 69 | 61 | 54 | 55 | 40 | 68 |
| Week: | 19 | 20 | 21 | 22 | 23 | | 24 | | 25 | 26 | 27 | 28 | 29 | 30 | | 31 | | |
| Positie: | 72 | 97 | 83 | 98 | 97 | uit | 96 | uit | 84 | 92 | 99 | 76 | 70 | 93 | uit | 94 | uit | |